# Tupi FC
Der Tupi Football Club ist ein brasilianischer Fußballverein aus Juiz de Fora im Bundesstaat Minas Gerais. Er spielt in der Saison 2018 in der dritthöchsten brasilianischen Liga, der Série C.

## Geschichte
Der Verein spielte die längste Zeit seines Bestehens nur eine nachgeordnete Rolle. In der Staatsmeisterschaft von Minas Gerais ist er mehrfach zwischen der Erst- und Zweitklassigkeit gependelt. Erst seit 2002 hat er sich dauerhaft in der ersten Staatsliga etabliert. Fünfmal hat er die Provinzmeisterschaft und einmal den Staatspokal gewonnen.
Auch in der nationalen Meisterschaft Brasiliens ist der Verein seit 2007 als Fahrstuhlmannschaft in den unteren Ligen vertreten. 2011 konnte die Série D als Tabellenerster abgeschlossen werden. Mit dem dritten Platz in der Série C 2015 ist dem Verein erstmals der Aufstieg in die Série B gelungen.

## Erfolge
- Aufstieg in die brasilianische Série B: 2015
- Meister der brasilianischen Série D: 2011
- Staatspokal von Minas Gerais: 2008
- Campeonato Mineiro do Interior: 1985, 1987, 2003, 2008, 2012